# فرد جيبسون (لاعب كرة قدم أمريكية)
فرد جيبسون (بالإنجليزية: Fred Gibson)‏ هو لاعب كرة قدم أمريكية أمريكي، ولد في 26 أكتوبر 1981.

## وصلات خارجية
- فرد جيبسون على موقع كلية كرة السلة في سبورتس رفرنس.كوم (الإنجليزية)
- فرد جيبسون على موقع ريلجم (الإنجليزية)